# Lodewijk Feys
Lodewijk Johannes Feys was een meester-metselaar en architect in de achttiende eeuw in Brugge.

## Activiteiten
Feys behoorde tot een familie aan aannemers en genoot zijn opleiding aan de Brugse Kunstacademie. In 1771 was hij de schilddrager van het ambacht van de metselaars.
In 1767 bouwde hij als hoofdaannemer en samen met de aannemer-timmerman Andries d'Hollander het huis van het kuipersambacht in de Vlamingstraat op de plek van het huis De Baers, dat in slechten, ja ruïneusen staet verkeerde. De volledige onderkeldering van het huis dateert uit de 15de en 16de eeuw. Het imposante nieuwe pand, met blauwe hardstenen voorgevel, werd gebouwd in een classicistische stijl, met versieringen die verwezen naar de rococo. 
In 1796 werd het ambacht van de kuipers, zoals alle ambachten en neringen, door de Franse overheerser afgeschaft. Het genationaliseerde gildehuis werd verkocht aan landmeter Albert Millecamp. Vanaf 1901 werd het gelijkvloers gerenoveerd en werd een apothekersinterieur ingericht.
In de jaren 2010-2017 werden aanzienlijke consolidatie- en restauratiewerken uitgevoerd. Het eikenhouten dak bleef de originele 18de-eeuwse constructie. Het merkwaardig apothekersinterieur werd verplaatst van de voorkant naar de achterkant van het huis, uitgevende op de Niklaas Desparsstraat.